# Räuber und Gendarm
Räuber und Gendarm, auch: Versteckfangen, ist ein sehr verbreitetes Geländespiel, bei dem sich die Regeln je nach Region unterscheiden können. Es wird bevorzugt von Kindern und heranwachsenden Jugendlichen gespielt.
Räuber und Gendarm ist eine Mischung aus Verstecken und Fangen und ist sowohl sportlich als auch taktisch als anspruchsvoll anzusehen. Eine Runde kann oft bis zu einer Stunde und darüber hinaus dauern. Das Spielgelände stellt fast immer die freie Natur dar. Die Tradition dieses Geländespiels reicht bis ins 18. Jahrhundert zurück.

## Regeln
Für das Spiel empfiehlt sich eine Teilnehmerzahl von mindestens vier Personen, darüber hinaus wird es lediglich vom zur Verfügung stehenden Platz begrenzt und beschränkt. Danach werden zwei Gruppen, die Gendarmen und die Räuber, gebildet, welche nicht unbedingt die gleiche Anzahl an Spielern haben müssen. Oft werden auch nur einige Gendarmen und viele Räuber bestimmt (hier und da durch Wahl oder auch durch Abzählreim). Als Spielfeld benötigt man ein abwechslungsreiches Gelände aus großen freien Flächen und vielen Winkeln und Verstecken. Jeder hat sich an die vereinbarten Grenzen zu halten, da eine Kontrolle oft nur schwer möglich ist. Sollte allerdings ein Spielleiter (Jugendleiter, Lehrer etc.) vorhanden sein, ist ein Minimum an Einhaltung der Spielregeln gewährleistet. Meistens wird in der Mitte dieses Areals nun ein Gefängnis ausgesucht, an das sich die Räuber von allen Seiten nähern können und auch Möglichkeiten haben, dabei unentdeckt zu bleiben. Das Gefängnis selbst ist ein kleiner, oft runder, abgegrenzter Bereich, der genau festgelegt werden muss, denn in diesen dürfen die Gendarmen nicht eintreten. Die Gendarmen werden bei großer Teilnehmerzahl in einer sichtbaren Art gekennzeichnet, sei es durch Schärpen oder Stirnbänder etc., damit die Räuber stets erkennen, wen sie vor sich haben.
Nach Spielbeginn haben die Räuber einen zeitlichen Vorsprung, um sich in alle Richtungen zu verteilen und zu verstecken. Danach müssen die Gendarmen sie suchen und auch einfangen. Dies geschieht meistens mit einem simplen Abschlagen. Wenn nun ein Gendarm einen Räuber fängt, so muss er ihn in das Gefängnis bringen. Der Räuber kann allerdings durch einfaches Abschlagen durch einen weiteren freien Räuber wieder befreit werden. Für einen einzelnen Gendarmen ist es kaum möglich, das Gefängnis ausreichend gut zu bewachen. Der Räuber kann nämlich durch dieses hindurchlaufen, der Gendarm muss dabei immer Umwege um das Gefängnis nehmen.

### Spielende
Das Spiel ist vorbei, wenn alle Räuber gefangen wurden. Manchmal wird auch eine Zeit vereinbart, in der die Gendarmen gewinnen müssen, andernfalls sind die Räuber Sieger.

## Varianten
- Meist möchten viele Teilnehmer bevorzugt den Part der Räuber einnehmen. Es empfiehlt sich daher, nach beendetem erstem Spiel die Rollen zu tauschen. Auch eine Gefangennahme bei Sichtkontakt beschleunigt das Spiel und erleichtert den Gendarmen ihre Aufgabe, zumal wenn sie sich in der Minderzahl befinden.
- Eine Gotchavariante, die unter dem Namen „Räuber und Gendarm“ läuft, wird in abgewandelter Form seit mehr als 10 Jahren von einer stetig wachsenden Zahl von Teilnehmern alljährlich in Berlin-Spandau gespielt. Ein Spielzyklus dauert 10 Tage à 24 Stunden (nur unterbrochen von einem spielfreien Tag), beginnt meist Ende Juli und wird von ca. 50 bis 80 Personen gespielt. Die Spielidee wurde derart modifiziert, dass es nicht nur zwei gegnerische Parteien, sondern drei oder mehr gibt, die gegeneinander antreten. Die Mannschaften zu je 15 Personen „kämpfen“ mit Wasserpistolen und unter Aufsicht einer Spielleitung, die ein genaues Regelwerk kreiert und überwacht.
- Um eine „eindeutige Gefangennahme“ zu simulieren, werden den Räubern kleine Wollbändchen um die Armgelenke gebunden. Die Gendarmen müssen diese dann abreißen, um den Transport ins Gefängnis zu dokumentieren.[4] Das Abreißen der Wollbänder ist meist mit direktem Körperkontakt und sportlichen Raufereien verbunden.
- Das Spiel mit dem Fahrrad durchzuführen, erfordert viel Geschick und freie Wege. Es gleicht eher einer Schnitzeljagd.[5]
- Das Befreien der Gefangenen ist nur möglich, wenn ein Räuber ins Gefängnis einbricht und die drei Stöcke, welche zu einer Pyramide aufgestellt werden, umwirft. Dadurch befreit er sämtliche Gefangenen im Gefängnis. Die Gendarmen dürfen erst weiter auf die Jagd, wenn sie die Stöcke im Gefängnis neu aufgebaut haben und alle Gendarmen das Gefängnis wieder verlassen haben.
- Auch gibt es eine leichtere und eine schwere Variante. Man kann beispielsweise spielerischen Rauferein vorbeugen, indem man festlegt, dass ein gefangen genommener sofort und ohne Widerstand ins Gefängnis geht. Es gibt darüber hinaus auch die Spielweise, bei der sich der Räuber bei seiner Gefangennahme wehren kann, bis er wirklich ins Gefängnis verfrachtet wurde

## Nummernspiel

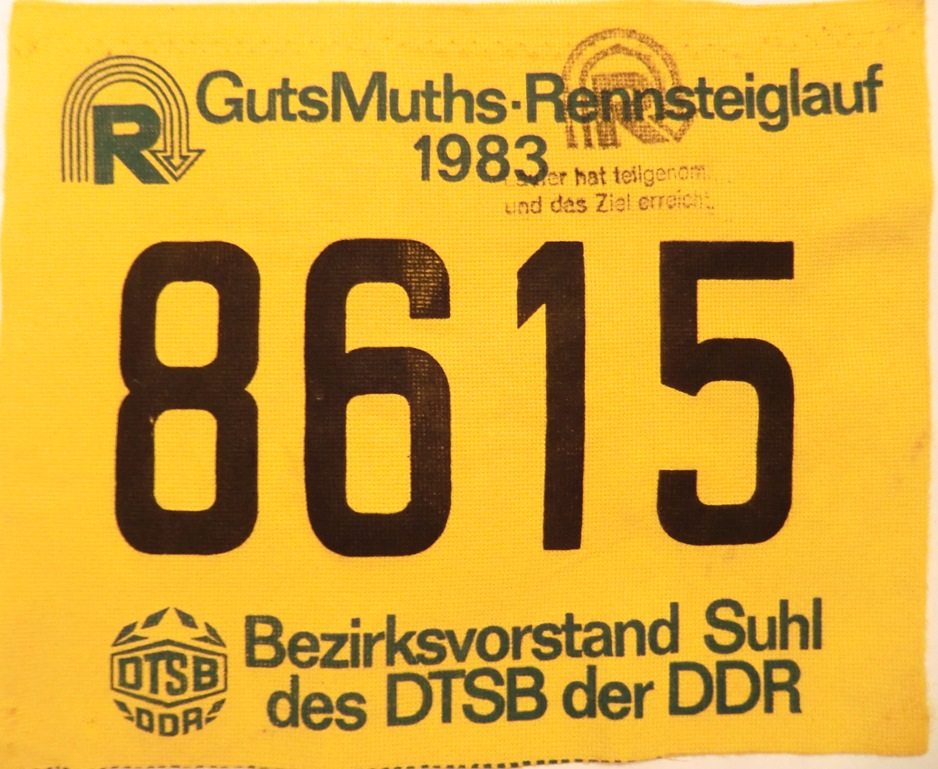
Stoffnummer

Beim Nummernspiel kämpfen zwei oder mehrere gleichberechtigte Gruppen gegeneinander. Beide Gruppen haben eine Aufgabe zu erfüllen, beispielsweise „Goldklumpen“ (markierte Steine) von einem Ort A zu einem anderen Ort B zu transportieren und dadurch Punkte zu gewinnen. In selbst erfundenen Regeln wird festgelegt, wie die Klumpen in A ausgehändigt werden (Aufgaben lösen), transportiert und in B gelagert und bewacht werden und wie sie unterwegs oder in B geraubt werden dürfen. Jeder Spieler trägt auf Rücken und Brust eine mehrstellige Nummer. Wird diese Nummer von einem Gegenspieler erkannt und richtig gerufen, ist der betroffene Spieler „tot“. Damit das Spiel für „Tote“ nicht langweilig wird, können diese beispielsweise durch Lösen von Aufgaben, nach einer festgelegten Auszeit oder durch Tausch mit Goldklumpen ein „neues Leben“ erhalten. Das Spiel ist meist in eine Geschichte eingebunden, in der die Spieler unterschiedliche Rollen einnehmen und Güter transportieren.